# Randolph (Massachusetts)
Randolph – miasto w Stanach Zjednoczonych, w stanie Massachusetts, w hrabstwie Norfolk.